# Eloro Pignatello
L'Eloro Pignatello  è un vino DOC la cui produzione è consentita nella provincia di Siracusa e nella provincia di Ragusa.

## Vitigni con cui è consentito produrlo
- Pignatello minimo 90%;
- Possono concorrere alla produzione di detti vini, le uve di altri vitigni a bacca rossa, autorizzati e/o raccomandati per le province di Siracusa e di Ragusa, da soli o congiuntamente sino ad un massimo del 10%.[1]

Pignatello è sinonimo di Perricone

## Caratteristiche organolettiche
- colore: rosso rubino più o meno intenso;
- profumo: delicatamente fruttato, caratteristico;
- sapore : asciutto, tipico, gradevole;

## Produzione
Provincia, stagione, volume in ettolitri
- nessun dato disponibile